# Neustrašivi Učitelji Stranih Jezika
Neustrašivi Učitelji Stranih Jezika was een Servische groep, bestaande uit acht personen. 
De groep vertegenwoordigde Servië op het Junior Eurovisiesongfestival van 2006 in Boekarest. Het was de eerste deelname van Servië als onafhankelijk land. Met het liedje Učimo strane jezike eindigde de groep op de vijfde plaats. In het liedje komen acht talen voor: Servisch, Engels, Duits, Frans, Italiaans, Spaans, Russisch en Japans.
2006: Neustrašivi Učitelji Stranih Jezika · 
2007: Nevena Božović · 
2008: Maja Mazić · 
2009: Ništa Lično · 
2010: Sonja Škorić · 
2014: Emilija Đonin · 
2015: Lena Stamenković · 
2016: Dunja Jeličić · 
2017: Irina Brodić & Jana Paunović · 
2018: Bojana Radovanović · 
2019: Darija Vračević · 
2020: Petar Aničić · 
2021: Jovana & Dunja · 
2022: Katarina Savić